# Acanthodactylus maculatus
Acanthodactylus maculatus es una especie de lagarto del género Acanthodactylus, familia Lacertidae, orden Squamata. Su masa corporal es de aproximadamente 5,69 g.

## Distribución
Se distribuye por África: Marruecos, Argelia, Túnez y Libia.

## Taxonomía
Fue descrita por Gray en 1838.
Tratamiento taxonómico
La especie aparece registrada y publicada en Catalogue of the slender-tongued saurians, with descriptions of many new genera and species. Part 1. Ann. Mag. Nat. Hist. (1) 1: 274-283.